# Oxyanthus querimbensis
Oxyanthus querimbensis är en måreväxtart som beskrevs av Johann Friedrich Klotzsch. Oxyanthus querimbensis ingår i släktet Oxyanthus och familjen måreväxter. Inga underarter finns listade i Catalogue of Life.